# هلپیور اس‌بی‌سی
هلپیور اس‌بی‌سی (به انگلیسی: Curtiss_SBC_Helldiver) یک هواگرد از نوع بمب افکن شیرجه رو ساخت شرکت Curtiss-Wright است. هواگرد هلپیور اس‌بی‌سی نخستین پروازش را در ۹ دسامبر ۱۹۳۵ میلادی انجام داد. این هواگرد در سال ۱۹۳۸ میلادی رسماً معرفی گردید. در مجموع، تعداد ۲۵۷ فروند از این هواگرد ساخته شده‌است.